# 外交官蛋糕
外交官蛋糕或外交官布丁是一种法式糕点，其配方存在多个版本。根据大多数定义，这是一种用糖渍水果装饰并淋上奶油的甜点，与大使蛋糕相似。

## 词源
该甜点的名字由塔列朗在维也纳会议期间构思而成 。

## 特点
外交官蛋糕的定义随资料来源而变化。根据《TLFi在线法语字典》，这是一种配果酱吃的凉甜点。根据《罗伯特法语字典》，这是一种用手指饼干、糖渍水果和英式蛋奶酱制成的甜点。《拉鲁斯法语字典》则把它描述为一种“将裹上英式蛋奶酱的糖渍水果碎放在饼干上”的甜点。
《拉鲁斯法语美食字典》包含了外交官蛋糕的两种版本：一种是隔水加热后冷却食用，另一种则无需加热。第一种由杏子果酱和含糖渍水果的隔夜布里欧修面包交替铺成，后淋上英式蛋奶酱，并在隔水加热后冷却。第二种是将朗姆酒或樱桃白兰地浸过的手指饼干、糖渍水果、杏子果酱及巴伐利亚奶油或鸡蛋奶油叠放制成。两种版本均在冷却后佐以英式蛋奶酱、水果库利或巧克力糖浆。
它的个人版本通常外壳金黄，呈喇叭形，饰以糖渍水果奶油，顶部放有一颗糖渍樱珠。